# Кальник (Закарпатская область)
Кальни́к (укр. Кальник) — село в Великолучковской сельской общине Мукачевского района Закарпатской области Украины. Расположено в 17 км от районного центра и железнодорожной станции Мукачево.
Население по переписи 2001 года составляло 872 человека. Почтовый индекс — 89633. Телефонный код — 3131. Занимает площадь 2,882 км². Код КОАТУУ — 2122783401.

## История
Кальник известен с первой половины XV века.